# Râul Tazlăul Sărat
Râul Tazlăul Sărat este un curs de apă, afluent al râului Tazlău. 

## Hărți
- Harta munții Tarcău
- Ovidiu Gabor - Economic Mechanism in Water Management ][nefuncțională]